# Christian Schack
Christian Schack Mortensen (ur. 14 kwietnia 1901 w Århus, zm. 27 lipca 1958 tamże) – duński zapaśnik walczący w obu stylach. Olimpijczyk z Los Angeles 1932, gdzie zajął siódme i ósme miejsce w wadze piórkowej.
Uczestnik mistrzostw Europy w 1931. Mistrz Danii w 1929, 1931 i 1933 roku.

## Letnie Igrzyska Olimpijskie 1932
| Konkurencja          | Rundy eliminacyjne   | Rundy eliminacyjne     | Klas. końcowa |
| Konkurencja          | Przeciwnik I         | Przeciwnik II          | Miejsce       |
| -------------------- | -------------------- | ---------------------- | ------------- |
| 61 kg styl klasyczny | Kiyoshi Kase (JPN) P | Giovanni Gozzi (ITA) P | 8.            |

| Konkurencja      | Rundy eliminacyjne  | Rundy eliminacyjne           | Klas. końcowa |
| Konkurencja      | Przeciwnik I        | Przeciwnik II                | Miejsce       |
| ---------------- | ------------------- | ---------------------------- | ------------- |
| 61 kg styl wolny | Edgar Nemir (USA) P | Hermanni Pihlajamäki (FIN) P | 7.            |